# DL8000型电车
DL8000型电车是大连有轨电车和长春有轨电车的电车车款之一，大连的此型列车已经退役并且拆解，长春的此型列车业已退役。

## 简介
DL8000型电车由大连电车工厂于1997年生产，单节编组，共30辆。每列车共3对门，为折页门，为二级踏步高地板车辆。驾驶室内的主控制器为手柄式，为无极调速。1998年-2006年在大连有轨电车202路和201路运行，位于大连的列车于2004年停用已在2007年拆解，此型车2006年以130万元购买剩下的18列在长春54路运行，是长春有轨电车第九代电车。于2014年在长春退役。

## 列车配置

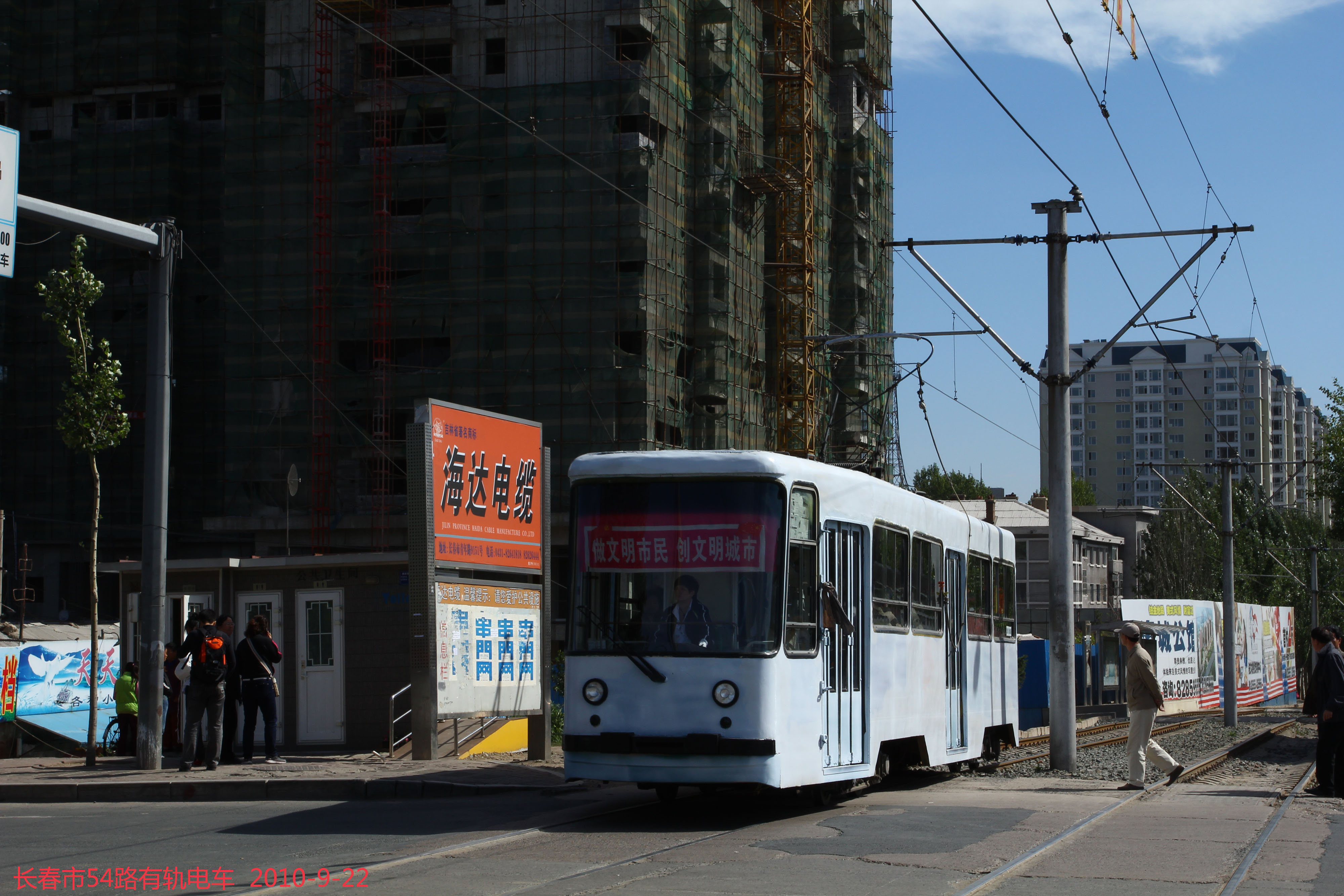
位于长春的DL8000型电车在宽坪大桥站

DL8000型曾经拥有广告涂装，售予长春的列车在2011年已经全部去掉广告涂装，列车已经改为纯色811-812、816-828为绿色813、815为蓝白相间814为暗红色。斩波调压器由沈阳新阳光生产。

## 技术特点

### 总体结构
DL800型电车是四轴有轨电车，设两端司机室。主要电器设备以机车最重设备主电机与主变压器和空气压缩机在车下中央，分平面斜对称布置为主，有利于重量平衡，车底装备双制动风缸。车顶中部装备一台受电弓；II位端部有一台空气断路器；。车体为全金属箱式承载结构，由型钢与钢板焊接而成。电车的两端各有一个司机室，电车中部是客室，两端分别布置为两排16人座椅。

### 转向架
电车走行部为两台完全相同的两轴转向架，采用“目”字形箱型焊接结构的构架，构架由两根纵向侧梁、枕梁和管型端梁组焊而成。车轮直径为600毫米（新轮），采用锻钢车轴和有孔辐板轮对。转向架设有一系悬挂装置，二系悬挂装置由扁簧组成，分别各承担一半的车体重量，牵引力和制动力通过遍簧传递。制动装置采用轴盘式基础制动装置，制动盘的两侧都设有闸瓦。牵引电动机在转向架上采用抱轴式悬挂、双侧刚性斜齿轮传动。

### 传动系统
电车采用直—直流电传动，接触网上的600伏直流电通过受电弓、主断路器引入电车，电能通过斩波器整流直流电后，再经平波电抗器滤波，供给两台转向架上两台并联连接的直流牵引电动机，从而使牵引电动机产生转矩并驱动轮对。

## 编组
长春54路
|          | CCYG811 ←西安大路站方向工农大路站方向→ |
| 車廂編號 | 8XX                                    |
| 受电弓   | ＞                                     |
| 形式區分 | (Mcp)                                  |
| 其他設備 | 旋转电机                               |
| 安裝機器 | 主电机/斩波器/变电柜/受电弓            |
| 車輛重量 | 19.5T                                  |
| 动力分布 | 〇● ●〇                                |
| 轴式     | 1A-A1                                  |
| 載客量   | 160人                                  |

大连202路
|          | DL8000 ←兴工街站方向小平岛前站方向→ |
| 車廂編號 | 8XXX                                |
| 受电弓   | ＞                                  |
| 形式區分 | (Mcp)                               |
| 其他設備 | 旋转电机                            |
| 安裝機器 | 主电机/斩波器/变电柜/受电弓         |
| 車輛重量 | 19.5T                               |
| 动力分布 | 〇● ●〇                             |
| 轴式     | 1A-A1                               |
| 載客量   | 160人                               |

大连201路
|          | DL8000 ←兴工街站方向大连火车站方向→ |
| 車廂編號 | 8XXX                                |
| 受电弓   | ＞                                  |
| 形式區分 | (Mcp)                               |
| 其他設備 | 旋转电机                            |
| 安裝機器 | 主电机/斩波器/变电柜/受电弓         |
| 車輛重量 | 19.5T                               |
| 动力分布 | 〇● ●〇                             |
| 轴式     | 1A-A1                               |
| 載客量   | 160人                               |